# Prezident Indie
Prezident Indie (hindsky राष्ट्रपति भारत गणराज्य, Bhárat ké rástrapati) je hlavou Indické republiky a vrchním velitelem Indických ozbrojených sil, z hlediska protokolu první ústavní činitel. Prezident je nominální hlavou výkonné moci. Od července 2022 je prezidentkou Draupadí Murmúová.
Úřad prezidenta vznikl 26. ledna 1950, kdy vstoupila v platnost indická ústava. Prezident je volen nepřímo sborem, který se skládá z poslanců obou komor parlamentu a zákonodárných shromáždění jednotlivých indických států a teritorií, kteří jsou voleni přímo občany.
Článek 53 ústavy stanoví, že prezident může vykonávat své pravomoci přímo nebo prostřednictvím podřízených orgánů, ačkoli všechny výkonné pravomoci svěřené prezidentovi v praxi vykonává vláda (Rada ministrů) v čele s předsedou vlády. Prezident je podle článku 142 povinen jednat na základě doporučení vlády a prosazovat dekrety vydané Nejvyšším soudem.

## Pravomoci a povinnosti

### Soudní pravomoci
Hlavním úkolem prezidenta je podle článku 60 zachovávat, chránit a hájit ústavu a zákony. Prezident jmenuje předsedu nejvyššího soudu a také další soudce po diskuzi s předsedou. Prezident může soudce odvolat dvěma třetinami hlasů obou komor parlamentu.
Hlavní právní poradce vlády, generální prokurátor, je jmenován prezidentem podle čl. 76 odst. 1 a vykonává svou funkci po dobu, kterou stanoví prezident. Prezident může podle článku 143 požádat nejvyšší soud o poradní stanovisko. Mimo jiné může prezident podle článku 88 požádat generálního prokurátora, aby se zúčastnil parlamentního zasedání a podal mu zprávu o případném nezákonném fungování.